# USS Shoup (DDG-86)
El USS Shoup (DDG-86) es un destructor de la clase Arleigh Burke en servicio con la Armada de los Estados Unidos. Fue puesto en gradas en 1999, botado en 2000 y asignado en 2002.

## Construcción
A cargo de Ingalls Shipbuilding, fue iniciado el 13 de diciembre de 1999, botado el 22 de noviembre de 2000 y asignado el 22 de junio de 2002. Su nombre USS Shoup honra al general David M. Shoup, 22.º comandante del Cuerpo de Marines de EE. UU.

## Historial de servicio

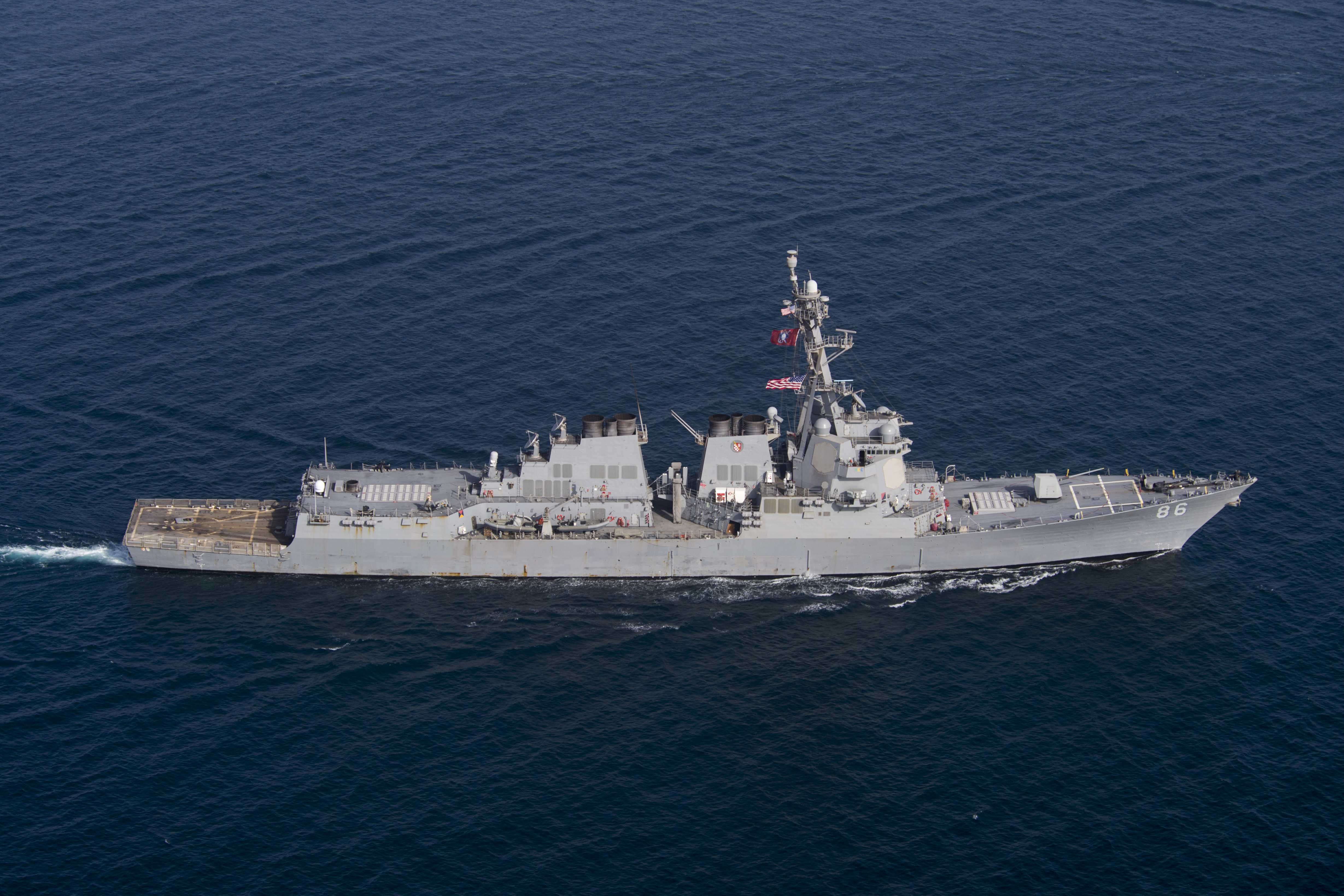
Vista aérea del USS Shoup (DDG-86), año 2017.

Su actual apostadero es la base naval de Everett, Washington.